# Долманов, Алексей Владимирович
Алексей Владимирович Долманов (род. 3 мая 1974, Пенза) — российский хоккеист, защитник. Мастер спорта России.

## Биография
Уроженец Пензы. Начинал заниматься хоккеем в секцию в ДЮСШ Пензы. Обучался в Пензенском педагогическом институте на факультете физвоспитания. В сезоне 1991/92 дебютировал в команде «Дизелист» / «Дизель», за которую в общей сложности провёл 14 сезонов (1991/92 — 2001/02, 2003/04, 2004/05 — 2005/06), в сезонах 1996/97 — 1997/98 выступал в РХЛ.
Также играл за команды «Дизель-2» (1996/97 — 1997/98, 2002/03, 2004/05), «Кристалл» Саратов (2002—2003, 2005/06 — 2006/07), «Тамбов» (2003/04), «Ариада» / «Ариада-Акпарс» Волжск (2005/06, 2006/07).
Бронзовый призёр хоккейного турнира зимней Универсиады 1995.
После завершения профессиональной карьеры выступал за команду «Ромодановосахар» (Ромоданово), был её тренером. Тренер детских команд Ромодановской ДЮСШ, «Невский 2005» (Алексеевка).